# Łowkowice (Kluczbork)
Łowkowice (deutsch Lowkowitz, auch Loffkowitz, 1936–1945 Bienendorf) ist ein Ort der Gmina Kluczbork in der Woiwodschaft Opole in Polen. Bekannt ist das Dorf als Wirkungsort des schlesischen Bienenforschers Johann Dzierzon.

## Geographie
Łowkowice liegt im nordwestlichen Teil Oberschlesiens im Kreuzburger Land. Łowkowice liegt rund neun Kilometer nördlich vom Gemeindesitz Kluczbork und etwa 58 Kilometer nordöstlich der Woiwodschaftshauptstadt Oppeln.
Südlich des Dorfes fließt die Baryczka (Bartsch-Bach).
Nachbarorte von Łowkowice sind im Norden Dobiercice (Wilmsdorf), im Nordosten Pszczonki (Schonke) im Osten Maciejów (Matzdorf), im Süden Kujakowice Dolne (Nieder Kunzendorf), Kujakowice Górne (Ober Kunzendorf) und Gotartów (Gottersdorf), im Westen Krzywizna (Schönwald) und im Nordwesten Sarnów (Sarnau) und Chudoba (Chudoba ).

## Geschichte

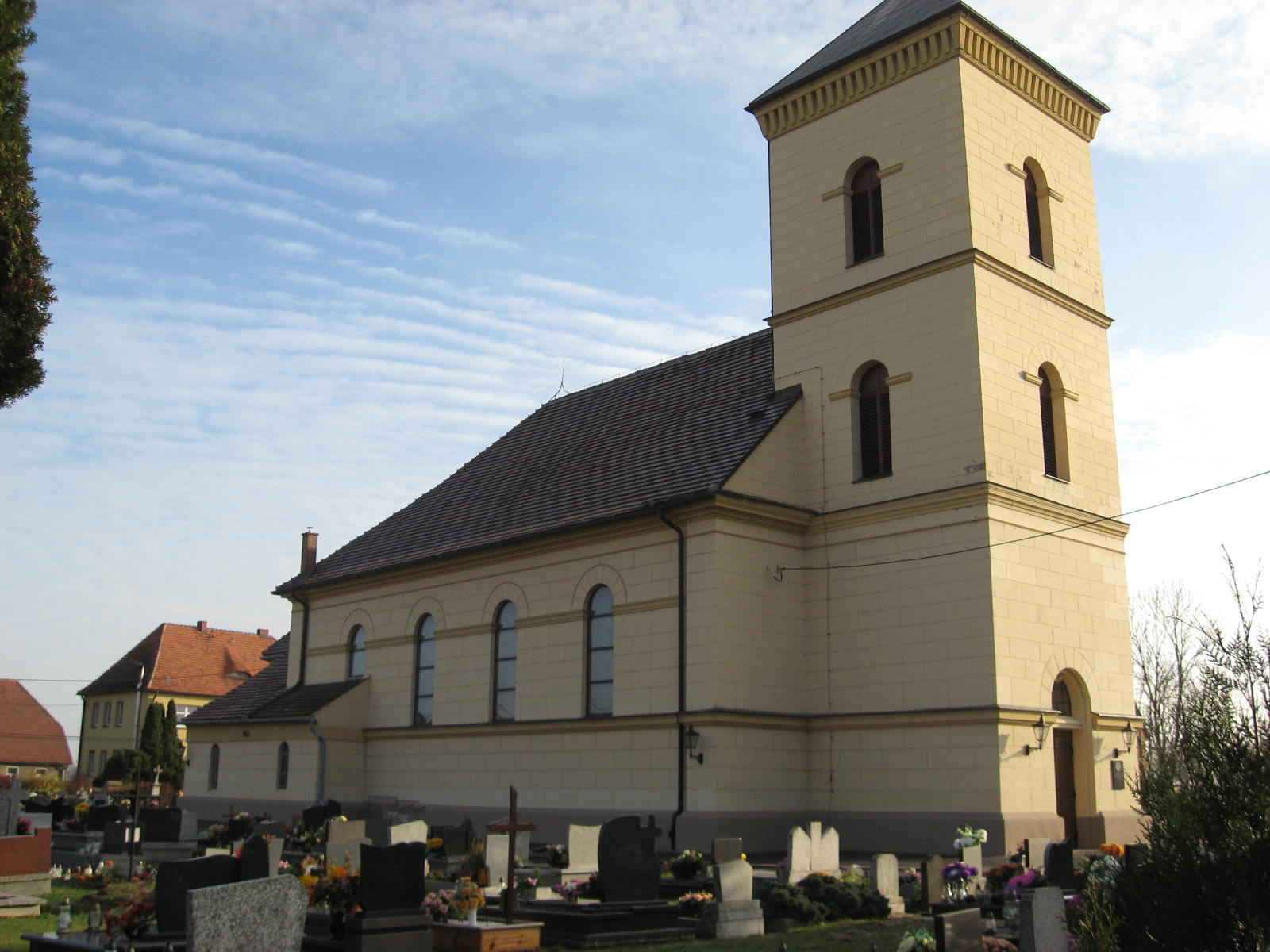
Mariä-Heimsuchung-Kirche

Das Dorf Lowkowitz wurde erstmals 1253 als Irschotin, Hengoczin und Vloscha erwähnt. 1283 erfolgte die Erwähnung des Dorfes als Ditmarsdorf.
Der Name Lowkowitz bzw. Loffkowitz leitet sich vom polnischen Begriff Łowca (Jäger) ab und bedeutet so viel wie das Dorf des Jägers.
Für das Jahr ist das Graben nach Eisenerz im Dorf dokumentiert. Bis zur Säkularisation gehörte das Dorf zum St.-Matthias-Stift in Breslau. 1827 wurde die Dorfkirche erbaut.
1845 befanden sich im Dorf eine katholische Kirche, eine Eisenerzgrube sowie weitere 111 Häuser. Im gleichen Jahr lebten in Lowkowitz 939 Menschen, davon 12 evangelisch und 7 jüdisch. 1869 lebten in Lowkowitz 1306 Katholiken, 272 Protestanten und 8 Juden. 1874 wird der Amtsbezirk Schönwald gegründet, zu dem Lowkowitz gehört. 1884 lebten in Lowkowitz 1116 Menschen in 149 Häusern.
1933 lebten in Lowkowitz 1218 Menschen. Am 27. Mai 1936 wurde Lowkowitz in Bienendorf umbenannt. 1939 lebten in Bienendorf 1164 Menschen. Bis 1945 gehörte das Dorf zum Landkreis Kreuzburg O.S. Letzter Bürgermeister des Dorfes war Alois Dzierzon.
Als Folge des Zweiten Weltkriegs fiel Bienendorf 1945 wie der größte Teil Schlesiens unter polnische Verwaltung. Nachfolgend wurde der Ort in Łowkowice umbenannt und der Woiwodschaft Schlesien angeschlossen. 1950 wurde es der Woiwodschaft Oppeln eingegliedert. 1999 kam der Ort zum neu gegründeten Powiat Kluczborski (Kreis Kreuzburg).

## Sehenswürdigkeiten
- Die römisch-katholische Mariä-Heimsuchung-Kirche (poln. Kościół Nawiedzenia Najświętszej Maryi Panny) wurde 1827 erbaut.
- Wegekreuz an der Kreuzung ul. ks. Rigola und ul. ul. Brzozowa
- Barocke Wegekapelle mit Statue des Hl. Nepomuks
- Grabmal von Johann Dzierzon auf dem Dorffriedhof

## Persönlichkeiten

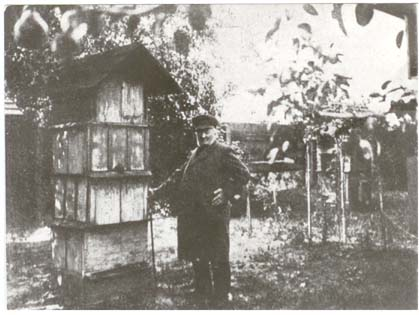
Jan Dzierżon mit seinen Bienenvölkern in Lowkowitz

- Johann Dzierzon (1811–1906) – Priester und Bienenforscher
- Victor Kaluza  (1896–1974) – Lehrer und Sachbuchautor